# Quạ Jamaica
Corvus jamaicensis là một loài chim trong họ Corvidae.